# Пурпурові серця (фільм, 2022)
«Пурпурові серця» (англ. Purple Hearts) — американський романтичний фільм, створений для Netflix. Режисер картини — Елізабет Аллен Розенбаум . Фільм заснований на однойменному романі Тесс Уейкфілд. Його історія розповідає про співачку-початківця, авторку пісень Кессі та морського піхотинця Люка, які закохуються одне в одного, незважаючи на численні перешкоди. Фільм вийшов на екрани 29 липня 2022 року .

## Синопсис
Талановита музикантка погоджується на шлюб із розрахунку з морським піхотинцем. Але несподівана трагедія перетворює вдавані почуття на справжні.

## Актори
- Софія Карсон — Кессі Салазар, офіціантка й бармен у барі та дружина Люка
- Ніколас Голіцин — Люк Морроу, старший капрал морської піхоти США та чоловік Кессі
- Вибраний Джейкобс у ролі Френкі, друга Люка та друга дитинства Кессі, яку вона няньчила, коли Френкі був молодшим
- Джон Гарлан Кім — Тобі, власник звукозаписної компанії Кессі
- Кет Каннінг у ролі Нори, колеги та найкращої подруги Кессі
- Лінден Ешбі — Джейкоб Морроу-старший, батько Люка та Джейкоба Морроу-молодшого
- Ентоні Іпполіто в ролі Джонно, торговця наркотиками, якому Люк винен 15 000 доларів
- Скотт Декерт — Джейкоб Морроу молодший, брат Люка
- Сара Річ у ролі Гейлі, дружини Джейкоба Морроу молодшого
- Лорен Ескандон — Марісоль Салазар, мати Кессі
- Бріана Ракель — Райлі, дівчина Френкі
- Ніколас Дюверне в ролі Армандо, суперника Люка та Кессі
- Ей Джей Таннен — доктор Грейсон, лікар Люка

## Виробництво

### Кастинг
У листопаді 2020 року було оголошено, що Карсон зніматиметься у фільмі «Пурпурові серця». У оголошенні стало відомо, що вона буде виконавчим продюсером і співавтором всього саундтреку до фільму. У серпні 2021 року Галіцін отримав роль її партнера по сюжету.

### Зйомки
Основні зйомки для Netflix почалися в серпні 2021 року і завершилися в жовтні того ж року. Зйомки проходили в округах Лос-Анджелес, Сан-Дієго, Ріверсайд і Остін, Техас .
Аллен Розенбаум працював з військовим радником і ветераном ВМС Джеймсом Девером, щоб зняти проект Netflix на базі Кемп-Пендлтон . Першу пропозицію було відхилено, однак після того, як Девер додав свій штрих до сценарію, дозвіл на зйомку було надано.

## Відгуки

### Глядачість
Провівши один день на Netflix, фільм посів перше місце в щоденних чартах популярності, замінивши «Сіру людину» з восьмиденного показу в США.

### Критики
На веб-сайті агрегатора рецензій Rotten Tomatoes 38 % із 13 відгуків критиків є позитивними із середньою оцінкою 5,0/10. На Metacritic фільм отримав середньозважену оцінку 30 зі 100 на основі 6 критиків, що вказує на «несприятливі відгуки».